# 毛筆書写技能検定

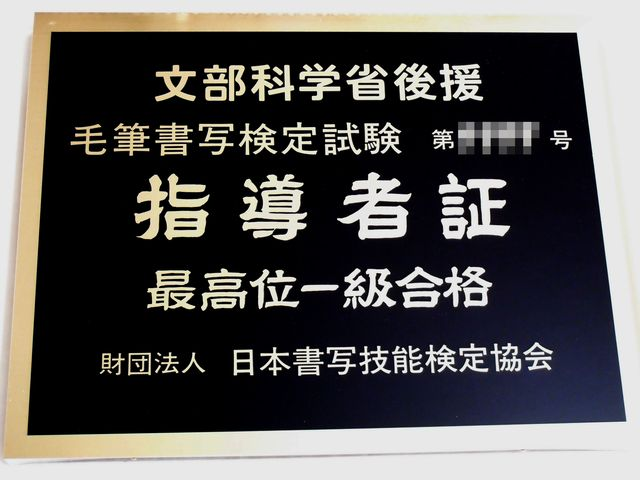
一般財団法人日本書写技能検定協会　毛筆書写検定　指導者証

毛筆書写技能検定（もうひつしょしゃぎのうけんてい）は、一般財団法人日本書写技能検定協会が実施する毛筆書写の技能検定である。文部科学省後援。

## 概要
1974年（昭和49年）6月2日、書道検定の名称でスタート。1990年（平成2年）4月1日に現在の名称に変更された。

## 検定級
括弧内のレベルは実質的なものである。1級及び準1級は指導者を目指す者向けの級なので、一般人は2級を取得すれば十分である。なお、実技問題は縦書きのみを課する。

### 1級（大学・一般程度）
毛筆書写の高度な専門技術及び知識をもって書くことができる。
| 実技 | 漢字5字を書く（楷行草三体） 漢字仮名交じり文約50字を書く 漢字の臨書（楷行草隷のうちから一体を選択） 仮名の臨書 自由作品（漢詩、漢字5字、和歌、現代詩から一つ選択） 賞状を書く |
| 理論 | 常用漢字を旧字体や書写体に直す（各5字） 草書（一字ずつ）と古典（主として古筆）を読む 書道用語・書道史 誤字訂正 歴史的仮名遣いへの訂正                                         |

### 準1級（大学・一般程度）
毛筆書写のより専門的な技術及び知識をもって書くことができる。
| 実技 | 漢字4字を書く（楷行草三体） 俳句を書く 漢字の臨書（楷行草隷のうちから一体を選択） 仮名の臨書 はがきの本文 掲示文（6～8行） |
| 理論 | 常用漢字を旧字体や書写体に直す（各5字） 草書5字と古筆を読む 書道用語・書道史（正誤式） 書道史（作者と作品合わせ） 誤字訂正 |

### 2級（高校卒業・大学・一般程度）
毛筆書写の専門的な技術及び知識をもって書くことができる。
| 実技 | 漢字3字を書く（楷書・行書） 漢字仮名交じり文約30字を書く 漢字の臨書（楷行草のうちから一体を選択） 仮名の臨書 短歌や俳句などを自由な書体で書く 掲示文（6～7行） |
| 理論 | 旧字体や書写体を常用漢字に直す（各5字） 草書を熟語で読む 平仮名のもとの漢字 書道史 常用漢字の楷書と行書の筆順 誤字訂正                                         |

### 3級（中学校卒業程度）
毛筆書写一般の技術及び知識をもって書くことができる。
| 実技 | 漢字4字を書く（楷書・行書） 仮名4字を書く（平仮名・片仮名） 漢字仮名交じり文約20字を書く 掲示文（2行） |
| 理論 | 漢字の部分の名称 常用漢字の楷書の筆順 草書を文中で読む 誤字訂正                                        |

### 4級（小学校6年生修了程度）
毛筆書写の基礎的な技術及び知識をもって書くことができる。
| 実技 | 漢字2字を書く（楷書） 仮名3字を書く（平仮名・片仮名） 掲示文（1行）        |
| 理論 | 小学校第6学年までの学習漢字の楷書・平仮名・片仮名の筆順 学習漢字の書き取り |

### 5級（小学校5年生修了程度）
毛筆書写の初歩的な技術及び知識をもって書くことができる。
| 実技 | 漢字1字を書く（楷書） 仮名2字を書く（平仮名・片仮名） 漢字仮名交じりの言葉4字を書く |
| 理論 | 小学校第5学年までの学習漢字の楷書・平仮名・片仮名の筆順                             |

## 合格
| 級    | 合格点                                               |
| ----- | ---------------------------------------------------- |
| 1級   | 実技600点満点中535点以上かつ理論400点満点中315点以上 |
| 準1級 | 実技600点満点中515点以上かつ理論400点満点中305点以上 |
| 2級   | 実技600点満点中475点以上かつ理論400点満点中295点以上 |
| 3級   | 実技600点満点中415点以上かつ理論400点満点中275点以上 |
| 4級   | 実技・理論合わせて600点満点中400点以上               |
| 5級   | 実技・理論合わせて500点満点中300点以上               |

## その他
- 平成18年度第1回検定から準1級及び5級が設けられた。
- 個人受検の場合、日本国内70か所余りに設置される公開会場で受検する。
- 団体受検の場合、受検者数が硬筆・毛筆合わせて20人以上のときは、単独会場を設置することができる。

上記二つのいずれの場合も、検定は年3回（6月の第3日曜日、11月の第2日曜日、1月の最終日曜日）、硬筆書写技能検定と同じ日に行われる。
- 同一回において、二つ以上の級を同時に受検することはできない。しかし、硬筆と毛筆は、どの組合せでも受検することができる。
- 1級～3級の不合格者において、実技又は理論のどちらかが合格点に達している場合は、準登録の手続きを行う。これを行うと、次回及びその次の回の検定で不合格科目のみを受検することができる。それに合格すると正規の合格者となる。
- 1級に合格すると、優秀な指導者としての社会的な位置付けを行うための指導者証及び認定書が交付され、書道教室を開くことができる。
- 現在、日本で唯一客観的な書道の技量判定基準を持つ資格となっているため、履歴書への記載が可能である。